# Bougouni
Bougouni est une ville et une  commune urbaine malienne, chef-lieu du cercle de Bougouni, et de la région de Bougouni, 15e région administrative malienne. En Bambara, Bougouni signifie « petite case ».

## Géographie
La ville est située sur la route nationale RN 7 (axe Bamako-Sikasso) à 170 km au sud-est de Bamako et 210 km à l'ouest de Sikasso.
Bougouni bénéficie d’un climat de type soudanien.
| Kokélé    | Kokélé              | Zantiébougou |
| Kokélé    | Bougouni            | Kola         |
| Faradiélé | Tiémala-Banimonotié |              |

Sa superficie est de 700 hectares. Bougouni compte 80 600 habitants, essentiellement des Bambara et des Peuls. De nos jours la ville comprend une très grande diversité ethnique et culturelle. En plus des Bambara et des Peuls s'ajoutent les Dogons, les Bouas, les Soninké, les Sonrhaï, les Tamachek, les Senoufo, les Mianka, les Malinké et bien d'autres repartis entre les quartiers de Faraba Dougounina, Niébala Médine Dialanikoro Hèrèmakono-Centre Hèrèmakono-Nord Massablacoura, Torakabougou, Nanierela, Faraba toumou, Wassoulounbougou, Hamdallaye, Brinbougou.
Chaque année Bougouni accueille des milliers de festivaliers au moment du Festival International Didadi.
Bougouni est la capitale de la commune de Banimonotié. Banimonotié signifie littéralement « Fleuve et mono entre ». "Ba" (fleuve) "ni" (et) "mono" (mônô) "tié" (entre). La bonne traduction en français est donc « entre le fleuve et la rivière ». La commune de Banimonotié désigne la contrée limitée au sud par le fleuve (Baoulé) et au nord par la rivière (Mônô).

## Histoire
La localité est le siège de la division administrative du Cercle de Bougouni fondé après la prise de la ville à la fin 1893. Son premier administrateur, le lieutenant Gouraud s'installe le 10 juillet 1894. Ce cercle est rattaché à la région Est en 1895, dans un premier temps au Sénégal, il rejoint en 1902 le territoire de la Sénégambie-Niger. En 1904, il fait partie de la colonie du Haut-Sénégal-Niger (Soudan français). La ville de Bougouni détenait un fonds important d'archives coloniales qui ont disparu dans un incendie lors des événements de mars 1991 mettant fin au régime de Moussa Traoré. D'autres sources avancent l'hypothèse que la ville fut fondée par la famille de Amadou Hampâte Ba. La commune de Bougouni est créée en 1982, avec 7 quartiers par la loi No 82-30/AN-RM du 1er avril 1982.

## Politique
| Année | Maire élu          | Parti politique |
| ----- | ------------------ | --------------- |
| 2004  | Mamourou Coulibaly | Adéma           |
| 2009  | Yaya Togola        | CDS             |
| 2016  | Mamourou Coulibaly | CDS             |

## Démographie
| 1976   | 1987   | 1998   | 2009   |
| ------ | ------ | ------ | ------ |
| 17 410 | 22 374 | 37 192 | 58 538 |

## Quartiers et villages
La commune s'étend sur 28 localités relevées lors du recensement général de 2009. 
Les quartiers les plus peuplés sont :
- Hérémakono (11 192 habitants)
- Torakabougou (10 302 habitants)
- Massablacoura (10 022 habitants)

En 2023, la loi 2023-007 attribue à la commune 31 villages, fractions ou quartiers  :
- Dialnikoro
- Niébala
- Dougounina
- Farba
- Kolonto
- Médine
- Hérémakono
- Nanierila
- Dantiokoro
- Saboudiédougou
- Diérila
- Massabla
- Tiéblédougou
- Bla
- Kona
- Kodougou
- Farala
- Bérila
- Yorola
- Kassela
- Diambala
- Toula
- Dalabani
- N'Gouala
- N'Tjila
- Flaboula
- Sogola
- Djéguémoussala
- Fougani
- Torakabougou
- Hérémakono-Nord
- Massablacoura

## Éducation

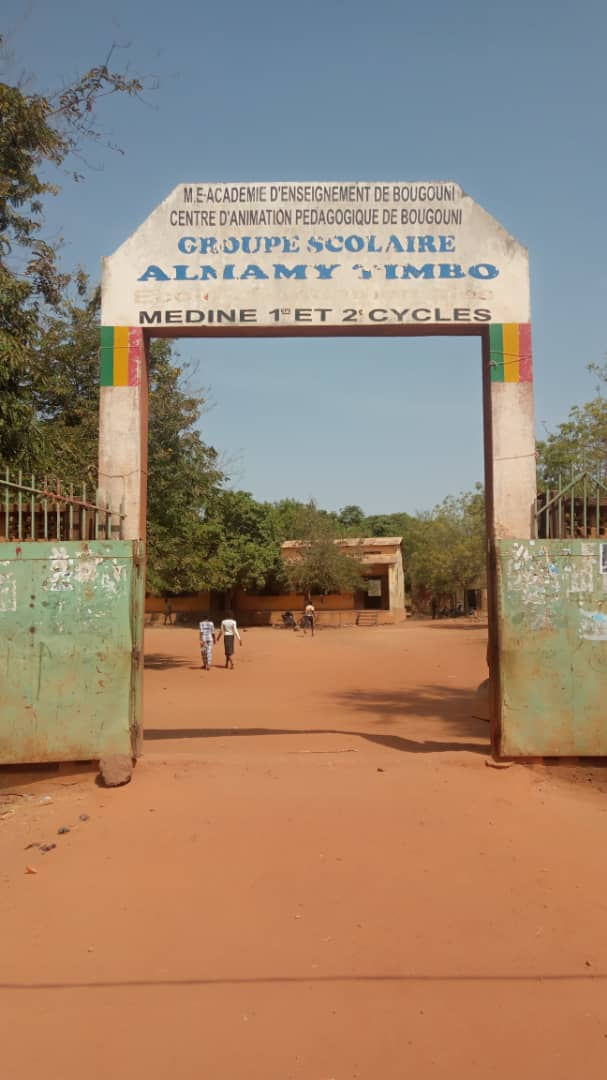
Entrée de l'école Almamy Timbo, située dans le quartier Médine.

L'académie de Bougouni a été créée en mars 2010.
À Bougouni, il y a plusieurs écoles, fondamentales (primaires) et secondaires. Presque chaque quartier a son école fondamentale mais la première de ces écoles est le groupe scolaire Almamy Timbo située au quartier Médine. Cependant il y a aussi un lycée public qui porte le nom de Kalilou Fofana. En plus de ce lycée s'ajoute le complexe scolaire: La Chaine grise, le collège Michel Alair, l'école spéciale d'enseignement technique, le lycée Sidy Dicko, l'institut agro-pastoral, le lycée Nabé Ouattara, l'Institut de formation des maîtres situé au quartier Niébala et plusieurs medersas dont Kankou Moussa, Dar el Hadith, Imam Sekou Traoré.

## Transports

### Routes
- RN 7 : Bamako - Bougouni - Sikasso - Zégoua
- RN 8 : Bougouni - Yanfolila - Kalana
- RN 9 : RN 7 (sud de Bougouni) - Garalo - Manankoro
- RR 12 : Bougouni - Dogo.

## Économie
L’huilerie ALCOMA de Bougouni créée en 2006, compte 100 employés en 2021 et produit l'huile à partir des graines de coton et du soja.
En 2022, du diamant a été découvert dans la ville de Bougouni après plusieurs mois de recherche par la société d'exploitation minière Samadou Minning bénéficiaire de l’exploitation,.

## Sport

### Football
Bougouni a plusieurs équipes de football dont l'équipe phare de la ville: l'Union Sportive de Bougouni-USB qui évolue en première division du Championnat du Mali de football et qui a remporté la coupe du Mali de 2012 face au 11 créateurs de Niaréla, une équipe de Bamako. À cela s'ajoutent, l'ASSOFA, le Baoulé foot, le BlackStar, l'AS Sakoromery et le FCKoumasé.
Bougouni a un stade de 4 000 places qui porte le nom de Moussa Diakité, dit UTTA, un ancien joueur des Aigles du Mali, originaire de Bougouni et un stade municipal qui porte le nom de Sakoro Mery Diakité.

## Jumelages
Bougouni est jumelée avec :
- Aurillac (France) depuis 1985.

## Personnalités
- Adama Kouyaté (1928 - 2020), photographe née à Bougouni.
- Djénéba Touré (1997- ), handballeuse internationale guinéenne née à Bougouni.